# Christiane Ensslin
Christiane Ensslin (* 7. Juni 1939 in Schwäbisch Gmünd; † 20. Januar 2019 in Köln) war eine deutsche Autorin. Sie war eine Schwester der RAF-Terroristin Gudrun Ensslin.

## Leben
Christiane Ensslin war das dritte Kind von Ilse Ensslin, geb. Hummel, und Helmut Ensslin. Die älteren Brüder Michael und Ulrich und die jüngeren Geschwister Gudrun, Johanna und Gottfried sind in Bartholomä geboren, wo ihr Vater Helmut Ensslin von 1936 bis 1948 Pfarrer war.
Nach ihrer Ausbildung zur Vermessungszeichnerin in Stuttgart arbeitete sie als Vermessungstechnikerin bis 1963 in Goslar. Von 1964 bis 1973 war sie Redakteurin im Deutschen Sportverlag in Köln.
Nach der Verhaftung ihrer Schwester Gudrun meldete sie sich arbeitslos und gründete mit dem Arzt Peter Stankowski das Kölner Komitee zur Aufklärung über Gefängnisse/Initiative gegen Folter. Um nicht aus der Arbeitslosenhilfe zu fallen, besuchte sie von 1975 bis 1976 einen Umschulungslehrgang zur Bürokauffrau in der Volkshochschule Köln.
1976 beteiligte sie sich an der Gründung der Kölner StadtRevue, wechselte aber zu Sabine Schruff, Alice Schwarzer und Angelika Wittlich in das Gründungsteam der Emma, wo sie bis März 1978 als Redakteurin arbeitete. Als sich herausstellte, dass der Erlös des Blattes nicht in Frauenprojekte ging, verließen die ersten drei Redakteurinnen, Sabine Schruff, Angelika Wittlich und sie, die Zeitschrift. Danach arbeitete Christiane Ensslin als Lektorin für Franz Greno.
Nach dem Suizid ihrer Schwester Gudrun Ensslin am 18. Oktober 1977 recherchierte sie mit weiteren Personen zu den Todesursachen der Stammheimer Gefangenen. Das Ergebnis wurde 1988 veröffentlicht.
Bei der Beerdigung von Andreas Baader, Gudrun Ensslin und Jan-Carl Raspe lernte sie Margarethe von Trotta kennen und half ihr bei der Recherche zum Film Die bleierne Zeit, der ihr gewidmet wurde.
1983 begann die Zusammenarbeit mit Margarethe von Trotta für das Buch zum Film Rosa Luxemburg. Ihre Arbeit wurde in einer Besprechung „Zur Vertiefung des Films“ in der Neuen Zürcher Zeitung am 22. Mai 1986 gewürdigt.
Mit der Verlegerin Dorothea Rein und anderen bereitete sie ab 1986 die Herausgabe des Buchs Der blinde Fleck. Die Linke, die RAF und der Staat vor, das 1987 im Verlag Neue Kritik erschien. Im Beitrag „Alle Kreter lügen“ setzte sie sich mit dem Tod der drei Gefangenen in Stammheim am 18. Oktober 1977 auseinander.
Danach half sie Dorothea Rein bei der Herausgabe des Buchs von Klaus Jünschke: Spätlese. Texte zu RAF und Knast.
Vom 7. Januar 1989 bis 30. April 1991 war sie Geschäftsführerin beim Verband der Filmarbeiterinnen.
Ab 1990 engagierten sich Christiane Ensslin und Klaus Jünschke im Kölner Appell gegen Rassismus. Bei drei Publikationen arbeiteten sie zusammen: Aktionshandbuch gegen Rassismus (1993), Köln International. Ein Stadtbuch gegen Rassismus, Antisemitismus und Rechtsextremismus (2002) und Pop Shop. Gespräche mit Jugendlichen in Haft (2007). Für die Kinder- und Jugendzeitschrift des Vereins „Körnerstrasse 77“ bereitete sie mit den Flüchtlings-Mädchen Interviews vor. Deren syrischen und irakischen Müttern wurde sie eine wichtige Gesprächspartnerin.
Während Klaus Jünschke die ganzen folgenden Jahre in Vollzeitbeschäftigung beim Kölner Appell blieb – abgesehen von einem dreijährigen Forschungsprojekt an der Kölner Universität –, baute Christiane Ensslin ab Juli 1992 im Hamburger Institut für Sozialforschung das Archiv der Rote Armee Fraktion auf.
Mit ihrem Bruder Gottfried veröffentlichte sie 2005 die Briefe von Gudrun Ensslin aus dem Gefängnis.
Ihrem Wunsch entsprechend wurde die Urne in einem Friedwald begraben.

## Schriften (Auswahl)
- Margarethe von Trotta, Christiane Ensslin: Rosa Luxemburg. Das Buch zum Film. Greno, Nördlingen 1986, ISBN 3-89190-013-9.
- Christiane Ensslin u. a.: Der blinde Fleck. Die Linke, die RAF und der Staat. Neue Kritik, Frankfurt/M. 1987, ISBN 3-8015-0219-8.
- Christiane Ensslin u. a.: Aktionshandbuch gegen Rassismus. Edition Der Andere Buchladen, Köln 1993, ISBN 3-929041-02-2.
- Christiane Ensslin u. a.: Köln International. Ein Stadtbuch gegen Rassismus, Antisemitismus und Rechtsextremismus. Edition Der Andere Buchladen, Köln 2002, ISBN 978-3-929041-22-4.
- Christiane Ensslin, Gottfried Ensslin (Hg.): „Zieht den Trennungsstrich, jede Minute“ – Gudrun Ensslin. Briefe an ihre Schwester Christiane und ihren Bruder Gottfried aus dem Gefängnis 1972–1973. Konkret Literatur Verlag, Hamburg 2005, ISBN 3-89458-239-1.
- Klaus Jünschke, Jörg Hauenstein, Christiane Ensslin: Pop Shop. Gespräche mit Jugendlichen in Haft. Konkret Literatur Verlag, Hamburg 2007, ISBN 978-3-89458-254-8.
- Christiane Ensslin: „Isolationshaft ist Folter“. Kölner Komitee zur Aufklärung über Gefängnisse / Initiative gegen Folter. In: Reiner Schmidt, Anne Schulz, Pui von Schwind (Hg.): Die Stadt, das Land, die Welt verändern. Verlag Kiepenheuer & Witsch, Köln 2014, ISBN 978-3-462-03840-8, S. 398–402.